# فینال لیگ قهرمانان آسیا ۲۰۰۶
فینال لیگ قهرمانان آسیا ۲۰۰۶ مسابقه فینال بیست و پنجمین دوره رقابت‌های باشگاهی آسیا و چهارمین دوره با نام لیگ قهرمانان آسیا بود که در سال ۲۰۰۶ برگزار شد و چونبوک هیوندای موتورز با برتری برابر الکرامه به مقام قهرمانی دست یافت.

## مسابقه
بازی اول در تاریخ ۱ نوامیر و بازی دوم در تاریخ ۸ نوامبر به انجام رسیده است.
| تیم ۱                 | نتیجه‌نهایی | تیم ۲   | بازی رفت | بازی برگشت |
| --------------------- | ---------- | ------- | -------- | ---------- |
| چونبوک هیوندای موتورز | ۳ - ۲      | الکرامه | ۲ - ۰    | ۱ - ۲      |